# دینهایم
دینهایم (به آلمانی: Dienheim) یک شهر در آلمان است که در ماینتس-بینگن واقع شده‌است. دینهایم ۲٬۱۱۷ نفر جمعیت دارد.